# 山本病院事件
山本病院事件（やまもとびょういんじけん）とは、奈良県大和郡山市の「医療法人雄山会　山本病院」で、次のようなことが行われていたとされる事件。
- 診療報酬を稼ぐために不要な治療や検査を繰り返し、診療報酬の不正請求を繰り返していた。
- 患者らを騙し、不要な手術を行うことを承諾させて手術代を騙し取り、さらに不適切な手術と処置により患者を死亡させた。

院長で理事長の医師などが、詐欺や業務上過失致死容疑で逮捕された。

## 山本病院について
医療法人雄山会 山本病院は、奈良県大和郡山市にあり、病床数が80床規模の病院で、心臓血管外科や循環器科、脳神経外科、内科などの診療科があった。 院長の医師は理事長も兼任していた。

## 不正請求事件
2009年6月21日、奈良県警捜査2課は、「生活保護受給者の診療報酬を不正に受給した疑いが強まった」として、詐欺容疑で、山本病院や同病院の理事長の自宅を家宅捜索し、理事長には任意同行を求め、詳しく事情を聴いた。また、同県警は押収した大量のカルテやレセプトを分析しつつ、同時に患者側の調べも進めた。
7月1日には奈良県警捜査2課などは、生活保護を受給する入院患者に実施していない心臓カテーテル手術をしたように偽造した書類を提出して診療報酬約170万円をだまし取った件について、有印公文書偽造と詐欺の疑いで医療法人雄山会理事長、および同法人常務理事で病院事務長を逮捕した。
逮捕容疑とされた、2人の患者にまつわる詐欺以外にも、入院患者約10人に心臓カテーテル手術をしたように装い、総額約1千万円の診療報酬を詐取していた疑いが強いとされた。同じような架空請求が長年繰り返されていた疑いもあり、奈良県警は、山本病院の診療実態や動機などの解明を進めることになった。
山本病院は閉鎖となった。同医療法人は2009年12月から破産手続きを開始した。
奈良地裁で裁判が行われ、院長に対しては懲役4年の求刑であった。2010年1月13日、奈良地裁は院長（=理事長）に対して詐欺罪で懲役2年6月の実刑判決を言い渡した。裁判官からは「院長で理事長であり医師である被告が、率先して事件を主導した」「事件を主導し、全額公費負担となる生活保護受給者の診療報酬システムを悪用した」「不正請求を常習的に繰り返し、医療の本分をないがしろにした」と厳しく指摘された。
裁判で用いることができる証拠によって認定され判決文にも書かれていることに限定しても、院長（=理事長）は同病院の当時の事務長とカテーテル納入業者と共謀し2005年から2007年の間に、生活保護受給者8人に心臓カテーテル手術を（していないにもかかわらず）したように装い、（少なくとも）診療報酬計約835万円をだまし取ったことが明らかになっている。（元）事務長とカテーテル納入業者はともに有罪判決が確定した。
判決を受けた院長（=理事長）は大阪高裁に即日控訴したが、同年6月の大阪高裁および9月の最高裁での棄却を経て実刑判決が確定した。

## 不要な手術を行うことで患者を死亡させた事件

### 同病院勤務の女性看護師を死亡させた容疑
2009年6月26日、産経新聞の調べによって、山本病院で看護師に手術を受けることを強要し、死亡させていた疑いが浮上した。それによると、2009年からさかのぼること5年ほど前のこと、山本病院に勤務していた ある女性看護師が軽度の狭心症だったところ、病院側が心臓カテーテル手術を勧めた。軽度の狭心症にすぎなかったため看護師は手術に抵抗した。ところが病院側が半ば強要する形で心臓カテーテル手術を実施し、間もなく死亡させたという。

### 50代男性を死亡させた容疑
また、同病院で2006年6月に不必要な手術を行い患者（男性、50代）を死亡させていた疑いが浮上した。
同病院で勤務していた医師が捜査当局に対し供述したところによると、肝臓がんでもない患者を肝臓がんということに仕立て上げ、手術を行って死亡させたという。
手術の助手をつとめた医師は「院長から『肝臓がんということにして手術をしようや。もうかるで』と言われた」という。事前の検査によって腫瘍は良性であることがすでに判明していたにもかかわらず、患者に「肝臓がん」だと嘘を語り、手術を承諾させたというのである。逮捕された元主治医が逮捕前の県警の事情聴取に対して「良性とわかっていたが、理事長の指示に逆らえず、"肝臓がんの疑い"とカルテに記入した」と供述したという。
だが証言は得られているものの、患者の遺体はすでに火葬されていたため裁判上は立証は難しいと捜査当局は判断し、立証可能な、業務上過失致死容疑に切り替えられた。2010年2月6日、上記の件に関して、院長（=理事長）は業務上過失致死容疑で再逮捕された。十分な経験や技術がなかった分野であったにもかかわらず無謀にも手術を行い、さらに適切な止血等の処置をしなかった、との容疑での再逮捕である。
捜査当局が2010年2月9日の現段階で把握している経緯は次のようなことであったという。
2006年6月16日午前10時、同病院の院長、および別の医師が院長の助手として、肝臓手術を開始。肝静脈を損傷し、大量出血させた。（このような場合、通常は適切な止血や縫合を行い、手術後も十分な時間、患者の観察を続けるのだが）院長は傷口を縫合した段階ですぐに手術室を出て酒を飲みにいってしまった。患者は出血が止まらず、容体が悪化したため、看護師が院長に電話連絡をとろうとしたがつながらず、助手らが措置をしたものの患者は結局心肺停止状態となり死亡した。このような事態になった場合、本来ならば医師法にもとづいて「異状死」の届けを警察に出さなければならないのだが、院長および手術の助手をつとめた医師は、患者の死因を「急性心筋梗塞」と偽って記述し、届けも警察に出さずに済ませてしまった。
助手を務めた医師は(2009年2月9日時点の段階で）容疑を認めているという。にもかかわらず(2009年2月9日時点の段階で）院長は否認しているという。
毎日新聞による病院関係者への取材で、山本病院が、この男性の件だけで、少なくとも約300万円もの診療報酬を得ていたことが、判明した。肝臓手術だけなら約100万円だが、さらに不要な治療を重ねることで3倍にふくらませていたという。奈良県警は、理事長らが被害男性を診療報酬稼ぎに利用していたとみて調査することになった。
この件では、手術で摘出された腫瘍の検体が同病院で放置されていたのを看護師が発見し、機転をきかせ病理検査に出したところ、腫瘍が「良性」だったとの結果を得、その検査結果の控えを保存していたので、院長らが犯罪行為を行ったことの物的証拠となっているという。
また、通常、肝臓手術というものは、経験を積んだ執刀医や麻酔医らで構成する医師3人から5人のチームで行うものなのだが、理事長らは肝臓手術の経験がなかったうえに輸血の準備もせず、無謀にもわずか2人で肝臓手術を実施し男性を死亡させたという。さらに手術の約7か月後に奈良県によって事情聴取が行われた際には、院長は肝臓手術の経験がなかったにもかかわらず、「肝臓手術の経験は10回以上あった」などと虚偽の回答をしていたことが、毎日新聞の奈良県への取材により判明した。

#### 取り調べ中の不審死
2010年2月25日、この事件で逮捕された元主治医が、勾留先の桜井警察署内で突然倒れ、病院に運ばれたが死亡した。この元主治医は、食事や睡眠を取らず、点滴などの治療を受けていたという。その後、奈良地検は、元主治医の死因を「急性心筋梗塞」と発表した。
2010年2月26日、奈良地検は院長を業務上過失致死罪で起訴した。院長は起訴内容について、「腫瘍はがんだった」などと否認しているという。 一方、死亡した元主治医は不起訴処分となる予定。
2012年6月22日、奈良地裁は院長に禁固2年4か月の実刑判決を下した。院長は控訴したが、同年11月15日に大阪高裁で控訴が棄却された。
2013年2月、元主治医が勾留中に死亡したのは奈良県警が適切な治療を怠ったためなどとして、元主治医の遺族が奈良県に約9700万円の損害賠償を求め提訴した。
2016年11月、元主治医の司法解剖結果などを調べた出羽厚二・岩手医科大学教授が、遺体の状況から、取り調べの際に暴行を受けた可能性があるとして、特別公務員暴行陵虐致死容疑で奈良県警に告発状を提出した。

## 関連書
- NHK取材班 著『NHK　追跡！AtoZ "逸脱する病院ビジネス"』宝島社、2010、ISBN 978-4-7966-7867-4（NHK取材班が山本病院事件を追跡（取材）した時の出来事や明らかになった情報を記述した章あり）
- “山本病院事件：不要ながん治療や検査繰り返す　死亡患者に”. 毎日jp. (2010年2月7日).  オリジナルの2010年2月9日時点におけるアーカイブ。 2022年10月8日閲覧。